# Nellie Bly
Nellie Bly, pseudonimo di Elizabeth Jane Cochran (Burrell, 5 maggio 1864 – New York, 27 gennaio 1922), è stata una giornalista statunitense.
È stata la prima che si è dedicata al giornalismo investigativo e la creatrice del genere di giornalismo sotto copertura. Il suo nome è legato anche ad un giro del mondo da record, completato in soli 72 giorni, emulando Phileas Fogg, protagonista del romanzo di Jules Verne Il giro del mondo in 80 giorni.

## Biografia
Elizabeth Jane nacque a Cochran's Mill presso Apollo, in Pennsylvania, il 5 maggio 1864. Fu la tredicesima tra i quindici figli del giudice e uomo d'affari Michael Cochran. La morte prematura del padre quando lei aveva solo sei anni rese precaria la condizione finanziaria della famiglia e la situazione non migliorò quando la madre si risposò con un uomo che si rivelò presto alcolizzato e violento. La stessa Elizabeth, ancora adolescente, testimoniò contro di lui durante il processo di divorzio intentato dalla madre.

### Inizio carriera
A causa delle difficoltà economiche fu costretta presto ad abbandonare gli studi ed a cercare un lavoro; si trasferì quindi a Pittsburgh, dove cercò di diventare insegnante. Un articolo dal titolo What Girls Are Good For (A cosa servono le ragazze), pubblicato sul Pittsburgh Dispatch, la spinse a scrivere una risposta al direttore, firmandosi come Lonely Orphan Girl.
La lettera colpì il direttore, George Madden, che prima offrì la possibilità alla Cochran di scrivere un articolo e, subito dopo, le offrì un posto stabile nella redazione del giornale. Egli stesso trovò per Elizabeth anche lo pseudonimo che avrebbe usato per firmarsi, Nellie Bly, ispiratogli del titolo di una famosa canzone di Stephen Foster. Inizialmente lo pseudonimo avrebbe dovuto essere Nelly Bly, ma Madden scrisse erroneamente Nellie e l'errore rimase.

### Giornalista

La firma di Nellie Bly

Nellie Bly si appassionò presto al giornalismo investigativo e si interessò più volte alle condizioni delle lavoratrici nelle fabbriche. Nel 1884 fu una delle poche giornaliste che intervistò Belva Ann Lockwood, la prima donna candidata alle elezioni presidenziali negli Stati Uniti d'America. Nel 1886, stanca delle pressioni degli industriali, che non volevano si occupasse di questioni sindacali e di lavoro, si trasferì in Messico come corrispondente estera. Iniziò a scrivere sulle condizioni sociali del paese sotto il potere di Porfirio Díaz e, quando il governo messicano si rese conto del suo lavoro, fu costretta a lasciare il paese e tornare in patria.

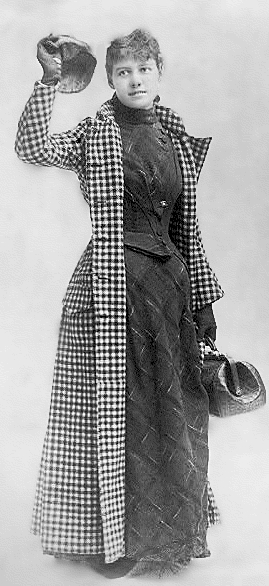
Nellie Bly (autunno 1880)

L'anno successivo abbandonò il Dispatch e si trasferì a New York, nella speranza di ottenere un posto presso il New York World di Joseph Pulitzer. Pulitzer la assunse e Nellie si propose per condurre una inchiesta sulle condizioni del reparto femminile dell'ospedale psichiatrico New York City Mental Health Hospital su Roosevelt Island, situata a nord-est di Manhattan. Bly si finse pazza, venne internata e fu così testimone diretta delle terribili condizioni in cui venivano "curate" le pazienti nella struttura.
Dopo 10 giorni venne dimessa grazie all'intervento del suo giornale, e la sua inchiesta descrisse pubblicamente il manicomio come più simile a un luogo di reclusione che di cura. Lei lo definì una trappola umana per topi. È facile entrare ma, una volta lì, è impossibile uscire. Il vitto era scadente, i bagni freddi, l'igiene scarsa ed i maltrattamenti costituivano la regola. Insieme alle degenti realmente affette da patologie psichiatriche, inoltre, venivano internate emigrate povere e donne ripudiate dai familiari, sane di mente ma rifiutate dalla società.
Quando l'inchiesta (generalmente conosciuta col nome del volume che ne fu tratto, Ten Days in a Mad-House) fu pubblicata sul quotidiano, destò grande scalpore, tanto che furono presi provvedimenti e vennero aumentate le sovvenzioni per migliorare le condizioni delle pazienti. Questa forma particolare di giornalismo in incognito, volta ad entrare in ambienti altrimenti inaccessibili, iniziò a diffondersi anche grazie a lei, che così divenne un modello di riferimento per molti interessati alla carriera di giornalista. Successivamente si occupò, tra l'altro, di sfruttamento delle operaie, di bambini non desiderati, delle condizioni di lavoro delle domestiche e della vita che si conduceva in un istituto di carità.

### Il giro del mondo in 72 giorni
Nel 1888 Nellie ebbe l'idea di realizzare quello che lo scrittore francese Jules Verne aveva immaginato in uno dei suoi libri più conosciuti, Il giro del mondo in 80 giorni. Nellie Bly convinse, non senza difficoltà, Pulitzer ad aiutarla a realizzare il viaggio in meno di 80 giorni. Il 14 novembre 1889 la giornalista partì da Hoboken, nel New Jersey, per il suo viaggio di 40 000 chilometri. Il 25 gennaio 1890, alle ore 15:51, Nellie arrivò a New York. Aveva compiuto la circumnavigazione della Terra in settantadue giorni, sei ore, undici minuti e quattordici secondi. All'epoca si trattò di un record assoluto. Il suo diario Around the World in Seventy-two Days fu un grande successo di pubblico: Nellie Bly divenne nota in tutto il mondo. Aveva cominciato la carriera a Pittsburgh guadagnando 5 dollari alla settimana; nel 1890 il suo reddito annuale raggiunse la cifra di 25 000 dollari. 
Durante il suo viaggio attorno al mondo, visitò Europa, Giappone, Cina, Hong Kong e Ceylon. Mentre era in Francia si recò ad Amiens, la cittadina dove viveva Jules Verne. L'incontro con Verne era stato organizzato da Robert Sherard, corrispondente da Parigi del New York World. Nellie Bly arrivò ad Amiens il 22 novembre alle 16 e fu accolta dal famoso scrittore, accompagnato da sua moglie Honorine e dallo stesso Sherard, che fece da interprete. Verne la trovò "giovane, carina e snella come un fiammifero". La ricevette nel suo studio, dove lei lo intervistò (l'intervista venne pubblicata in seguito, mentre Nellie Bly era in Asia), per poi ripartire alla volta di Calais, dove prese all'ultimo minuto il treno per l'Italia, con destinazione Brindisi. Nellie Bly fu inoltre la prima donna a viaggiare attorno al mondo senza essere accompagnata da uomini e divenne un modello per l'emancipazione delle donne.

### Ultimi anni

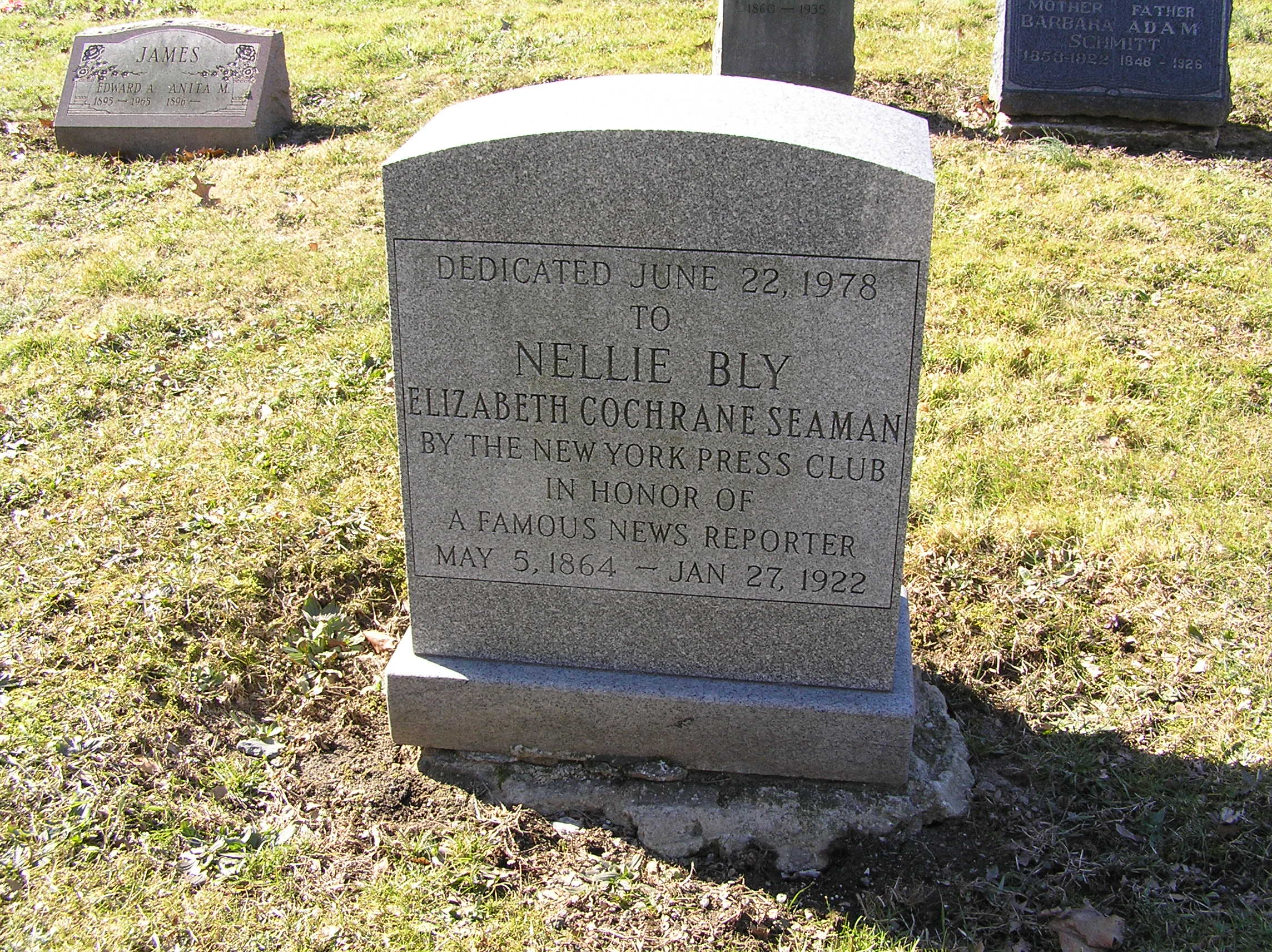
La tomba di Nellie Bly nel cimitero di Woodlawn

Nel 1895 Nellie Bly si sposò con il milionario Robert Seaman e lasciò il giornalismo. Dopo la morte del marito, avvenuta nel 1904, si dedicò alla gestione delle sue aziende. Ma non era il suo mestiere e, gravata dai debiti, dovette dichiarare bancarotta nel 1914. Nello stesso anno scoppiò la prima guerra mondiale: decise allora di tornare al giornalismo. Si trasferì in Europa ed inviò reportage al New York Evening Journal dai fronti russo e serbo.
Tra i suoi primati, aggiunse anche quello di primo corrispondente di guerra donna. Ritornata negli Stati Uniti cinque anni più tardi, continuò a scrivere e a mobilitarsi per vedove e orfani. Ritornò in seguito a scrivere articoli di cronaca, parlando al congresso delle suffragette del 1913. All'età di 57 anni, il 27 gennaio 1922, Elizabeth morì di polmonite al St. Mark's Hospital di New York. Fu sepolta in una modesta tomba al Woodlawn Cemetery nel Bronx. Poche settimane prima della sua scomparsa, lasciò detto: «Non ho mai scritto una parola che non provenisse dal mio cuore. E mai lo farò».

## Riconoscimenti
- Nel 1998 è stata inserita nel National Women's Hall of Fame[12].
- A lei è stato dedicato Bly, uno dei crateri di Venere.